# Boy Hayje
Johan Gerard Hayje, detto Boy (Amsterdam, 3 maggio 1949), è un pilota automobilistico olandese.

## Carriera
Dopo aver vinto il Campionato Olandese di Formula Ford, Hayje corse in Formula 5000 e in Formula 3.
Corse in Formula 1 fra il 1976 ed il 1977 con vetture Penske e March private.
Riuscì a prendere il via solo in tre Gran Premi.
Dopo l'esperienza in Formula 1 prese parte al Campionato Europeo di Renault 5 Turbo.

## Risultati in Formula 1
| 1976 | Scuderia       | Vettura    |  |  |  |  |  |  |  |  |  |  |  |     |  |  |  |  |  | Punti | Pos. |
| ---- | -------------- | ---------- |  |  |  |  |  |  |  |  |  |  |  | --- |  |  |  |  |  | ----- | ---- |
| 1976 | F&S Properties | Penske PC3 |  |  |  |  |  |  |  |  |  |  |  | Rit |  |  |  |  |  | 0     |      |

| 1977 | Scuderia       | Vettura   |  |  |     |  |    |    |    |    |  |  |  |  |    |  |  |  |  | Punti | Pos. |
| ---- | -------------- | --------- |  |  | --- |  | -- | -- | -- | -- |  |  |  |  | -- |  |  |  |  | ----- | ---- |
| 1977 | F&S Properties | March 761 |  |  | Rit |  | NQ | NQ | NC | NQ |  |  |  |  | NQ |  |  |  |  | 0     |      |

| Legenda | 1º posto     | 2º posto | 3º posto    | A punti         | Senza punti/Non class.  | Grassetto – Pole position Corsivo – Giro più veloce |
| Legenda | Squalificato | Ritirato | Non partito | Non qualificato | Solo prove/Terzo pilota | Grassetto – Pole position Corsivo – Giro più veloce |